# 남부파타스원숭이
남부파타스원숭이(Erythrocebus baumstarki)는 이전 케냐와  탄자니아에서만 발견되는 절멸위급종 구세계원숭이의 한 종이다. 현재까지 알려진 야생 개체 수는 100~200마리에 불과하여 아프리카에서 가장 멸종 위기에 처한 영장류일 수 있다.

## 분류학
남부파타스원숭이는 1905년에 기술되었으나, 이후 커먼파타스원숭이의 아종으로 재분류되었다. 그러나 2017년 파타스원숭이속 변이와 분류에 대한 고찰은 독특한 외형과 다른 두 종과의 지리적 분리를 근거로 이 종을 별도의 종으로 재분류하는 것을 지지했다. 이 분류법은 IUCN 적색 목록과 미국 포유류학회에서 따랐다. 계통발생학적 증거에 따르면 남부파타스원숭이는 별도의 종임이 확인되었다. 파타스원숭이속의 분포 범위 가장자리에 유물처럼 분포하는 것으로 보아, 남부파타스원숭이는 나머지 분포 범위에서 커먼파타스원숭이에 의해 크게 대체된 파타스원숭이속의 고대 계통을 나타낼 가능성이 있다.

## 특징
남부파타스원숭이는 적어도 성인 수컷의 경우 검은 얼굴과 코를 가진 두 종의 파타스원숭이속 중 하나이며, 다른 하나는 청나일강파타스원숭이이다.

## 분포
20세기 초, 남부파타스원숭이는 탄자니아 북부와 케냐 남부에 비교적 작은 분포를 보였다. 대지구대를 사이에 두고 두 개의 주요 개체군이 알려져 있었는데, 계곡 서쪽에 서식하는 세렝게티 개체군과 계곡 동쪽에 서식하는 킬리만자로 개체군이었다. 두 개체군 중 킬리만자로 개체군이 훨씬 더 많았으며, 나이로비에서 남쪽으로 롤키살레까지 분포했다.
그 후 세기 동안 개체 수는 크게 감소했다. 킬리만자로 개체 수는 원래 가장 많았음에도 불구하고 가장 큰 감소를 겪었다. 마지막으로 알려진 개체는 2011년에 애완견에게 물려 죽은 어린 개체로 기록되었다. 그 후 몇 년 동안 이 종은 더 큰 감소를 겪었다. 케냐의 마지막 개체는 2015년에 마사이 마라 국립 보호구역에서 목격된 한 마리의 개체였다. 탄자니아에서도 지난 20년 동안 이 종의 서식지가 계속 줄어들었고, 2021년에는 세렝게티 서부 지역으로 제한되었다.

## 서식지
남부파타스원숭이는 반건조 아카시아 숲, 특히 쇠뿔아카시아 숲에 서식한다. 대부분의 먹이를 쇠뿔아카시아에서 직접 얻는다. 먹이의 절반은 나무의 수액에서, 나머지 절반은 쇠뿔아카시아와 상리공생 관계에 있는 밑드리개미속 개미에서 얻는다. 쇠뿔아카시아는 주로 해발 500m 이상에서 발견되며 200m 이하에서는 발견되지 않아, 남부파타스원숭이의 주요 고도 한계선 역할을 한다.

## 보전 상태
남부파타스원숭이는 아마도 흔한 종이 아니었을 것이다. 관찰하기는 어렵지만, 핵심 서식지는 관광객과 자연학자들이 많이 찾는 곳이며, 극히 소수의 역사적 표본을 보면 1905년 처음 보고되었을 당시 이미 희귀종이었을 가능성이 높다. 20세기와 21세기 초에 걸쳐 개체수가 급격히 감소함에 따라, 이 종은 현재 보호구역에서만 서식하고 있다. 현재 남아 있는 개체군은 총 100~200마리에 불과하며, 성체 개체는 50~100마리 정도인 것으로 추정된다.

### 멸종 위험
남부파타스원숭이에게 가장 큰 위협이자 개체 수 감소의 주요 원인은 서식지 내 급격한 인구 증가이다. 이러한 증가는 지속 불가능한 천연자원 이용과 맞물려 심각한 서식지 파괴로 이어졌고, 특히 쇠뿔아카시아 삼림 지대의 서식지가 파괴되었다. 이러한 삼림 지대의 상당수는 농업과 가축 사육을 위해 벌채되었으며, 남은 삼림 지대는 가축에 의해 자주 침범당하여 서식지 파괴를 더욱 심화시키고 있다.
이 지역의 인구 증가는 야생 동물과 인간/가축 간의 식수 경쟁으로 이어졌다. 파타스원숭이속 종은 특히 가뭄이 점점 더 빈번해진 후에는 안정적인 식수원에 의존한다. 그러나 이러한 식수원 중 상당수는 목동들이 하루 종일 상주하고 있어 원숭이들이 목동들과 애완견들과 갈등을 빚게 되고, 이들은 원숭이를 죽일 수도 있다. 식수 부족과 이용 가능한 수원에서의 박해는 이 종에게 큰 위협으로 여겨진다. 또한, 남부파타스원숭이는 밀렵의 표적이 아님에도 불구하고 불법적인 밀렵 활동의 올가미에 자주 걸린다. 이러한 위험은 모두 남부파타스원숭이의 유전적 다양성 감소로 이어졌고, 이는 남부파타스원숭이를 더욱 위협할 수 있다.
기후변화는 물 공급량 감소를 촉진하고, 쇠뿔아카시아가 온난화로 인해 감소할 수 있는 특정 고도에 서식하기 때문에 잠재적 위협이 될 수도 있다. 하지만 파타스원숭이가 적응력을 보였기 때문에 그 영향은 제한적일 수 있다. 이로 인해 인간의 상호작용이 남부파타스원숭이에게 더 큰 위협이 될 가능성이 높으며, 기후 변화가 남부파타스원숭이에게 미치는 영향을 증폭시킬 수 있다.
이미 멸종되었을 가능성이 있는 왈드론붉은콜로부스와 동아프리카포토원숭이를 제외하면, 남부파타스원숭이는 아프리카에서 가장 멸종 위기에 처한 영장류일 수 있으며, 다음으로 멸종될 가능성이 있다. 일부 추정에 따르면 보존 노력이 없다면 남부파타스원숭이는 2031년 이전에 멸종될 수 있다.

### 보전
남부파타스원숭이에 대한 보존 활동이 부족한 이유는 남부파타스원숭이가 널리 알려지지 않았을 뿐만 아니라, 이전에는 별개의 종이라기보다는 커먼파타스원숭이의 아종으로 여겨졌기 때문일 수 있다. 잠재적인 보존 활동에는 개체군 면밀한 모니터링, 지역 주민과의 협력을 통한 집단 모니터링, 밀렵, 불법 가축 방목 금지, 그리고 보호구역 출입 금지 등이 포함된다. 또한 남부파타스원숭이를 '세계에서 멸종 위험이 가장 높은 25종의 영장류' 캠페인에 포함시키는 것이 권고되었다. 개체수가 매우 적고 향후 위협이 더욱 심화될 가능성이 있지만, 위협이 성공적으로 완화된다면 이 종은 회복될 수 있을 것이다.